# A'akuluujjusi
A'akuluujjusi, conosciuta anche come Aakuluujjusi, è una divinità primordiale, venerata dal popolo Inuit come grande madre creatrice.

## Mito della creazione
Secondo gli Inuit, creò gli animali tramite i suoi vestiti. All'inizio creò i caribù, su cui mise le zanne, e i trichechi, che furono dotati di corna. Però così facendo, per i cacciatori risultava difficile catturare questi animali, e così la dea invertì le caratteristiche dei due animali, mettendo le corna al caribù, e le zanne al tricheco. Però i caribù erano ancora troppo veloci per i cacciatori, e così girò i peli della sua pancia per rallentarlo, rendendolo meno aerodinamico.